# Juan IV de Brabante
Juan IV fue el segundo duque de Brabante de la Casa de Valois. Hijo mayor de Antonio de Borgoña, duque de Brabante, Lothier y Limburgo, y de su primera esposa, Juana de Saint-Pol. Es reconocido por haber fundado la Universidad de Lovaina en 1425. Por su matrimonio con Jacqueline de Baviera fue conde consorte de Henao, Holanda y Zelanda.

## Sucesión

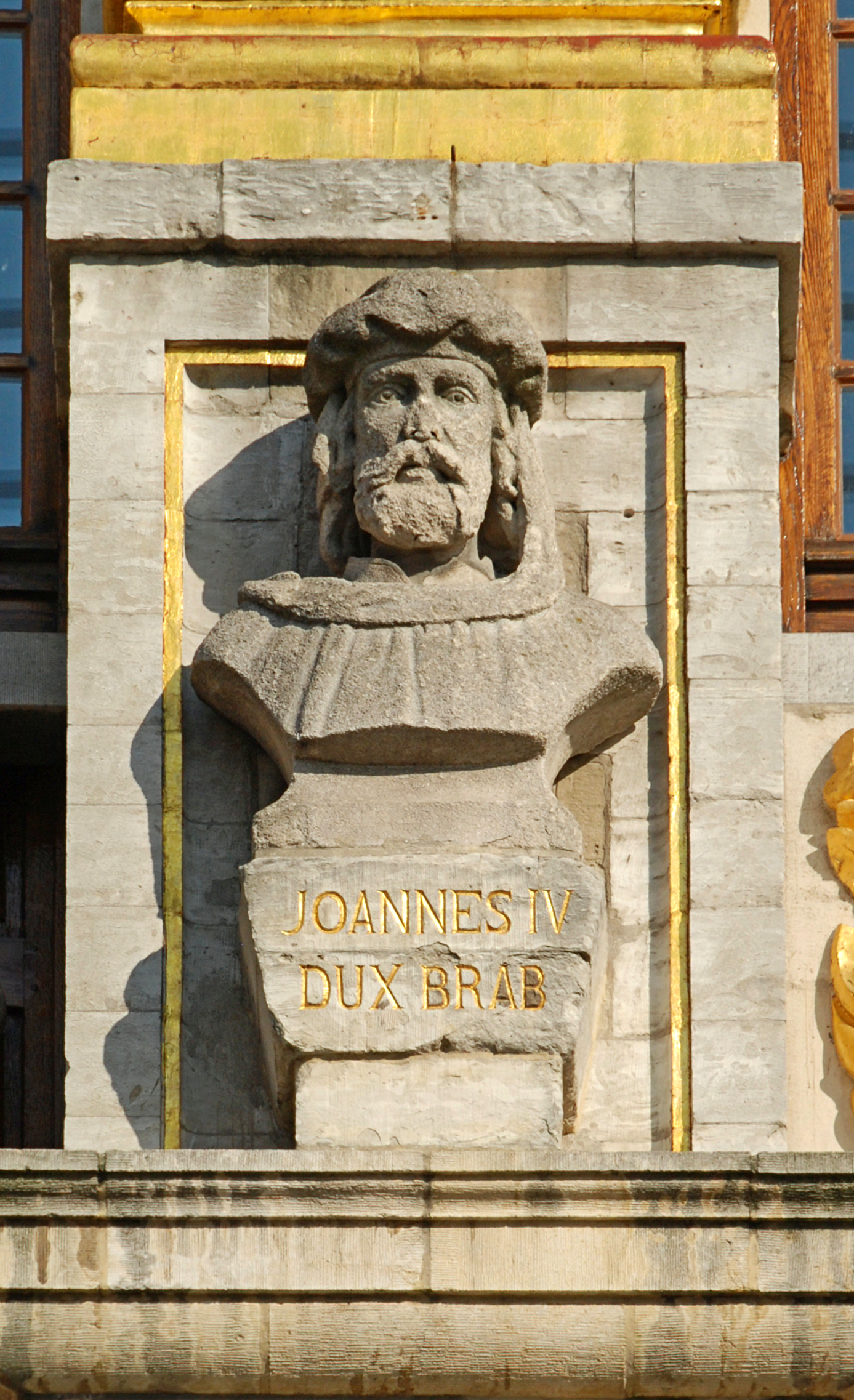
Estatua de Juan IV en la Casa de los Duques de Brabante en Bruselas.

Juan sucedió a su padre a los doce años como duque en 1415, tras la muerte de éste en la Batalla de Agincourt. Sin embargo, su sucesión no fue reconocida de inmediato por todos. El emperador del Sacro Imperio Romano Germánico, Segismundo de Luxemburgo, impugnó la sucesión, pues deseaba parar la influencia de los Valois en la región, mientras que Juan sin miedo naturalmente apoyó a su sobrino, al igual que los Estados de Brabante. Su apoyo conjunto evitó una segunda guerra sucesoria en el ducado. Además gracias a su apoyo a Juan como nuevo duque, los Estados de Brabante obtuvieron la regencia del ducado hasta la mayoría de edad del duque, aún menor de edad.

## Matrimonio con Jacqueline de Henao
Se casó en 1418 se casó con Jacqueline, condesa de Henao. Los partidarios de ella esperaban que esta unión proporcionara un protector para su herencia frente a las reclamaciones de su tío Juan III de Henao. Tras esto, los condados de Holanda, Zelanda y Henao, y los ducados de Brabante y Limburgo, se unieron en una unión personal.

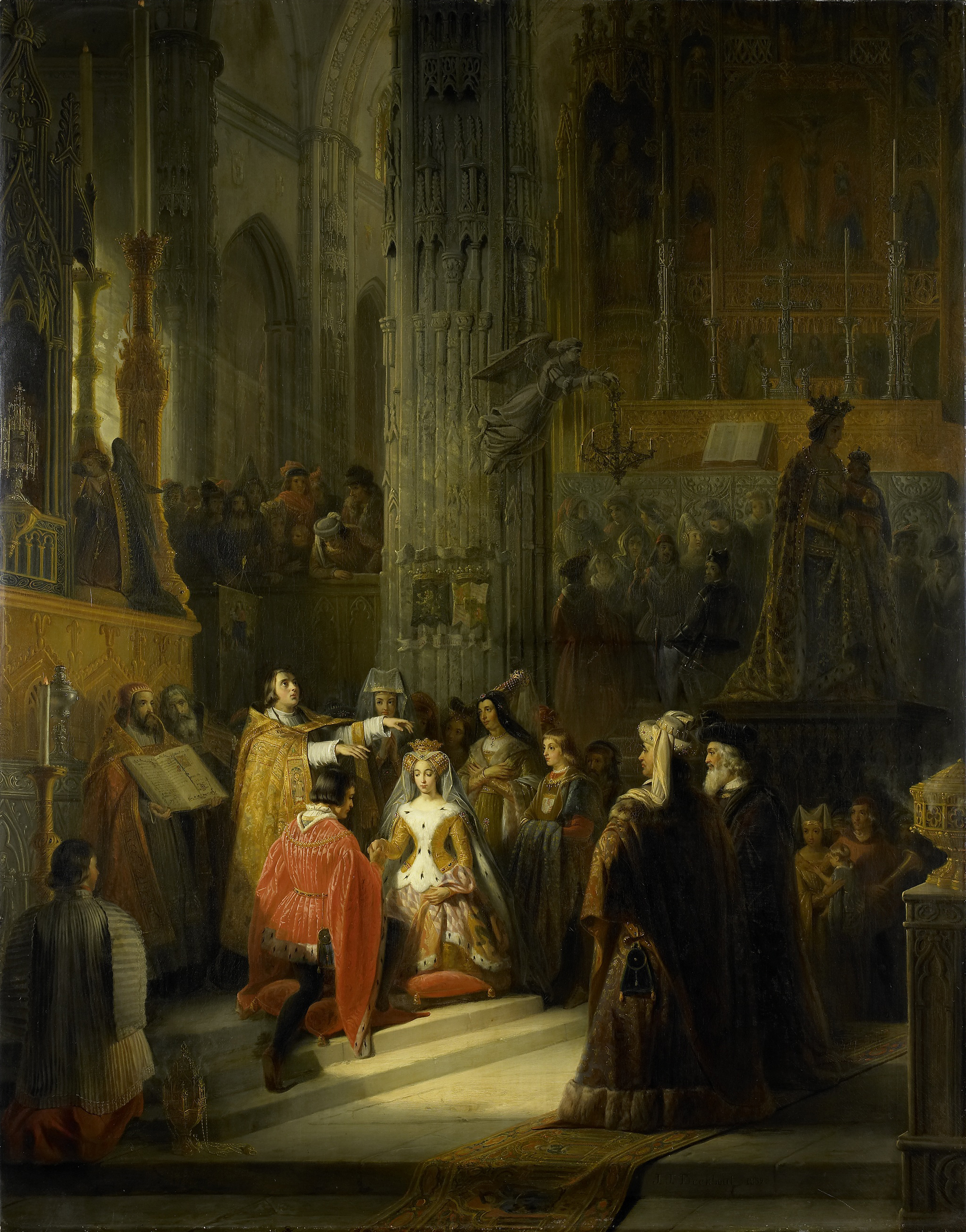
El matrimonio de Jacqueline de Baviera, condesa de Henao y Juan IV, duque de Brabante, el 10 de marzo de 1418, pintura de Jacobus Josephus Eeckhout, Rijksmuseum, 1839.

Sin embargo, el matrimonio no proporcionó la estabilidad buscada por Jacqueline y sus partidarios y finalmente llevó al distanciamiento de la pareja en 1420. Una de las razones fue la incapacidad de Juan para proteger los derechos de ella en Holanda y Zelanda. Sus intentos como el desastroso asedio de Dordrecht (verano de 1418), fueron infructuosos contra la fuerza del tío de Jacqueline. Otra razón fue que los consejeros más cercanos de Juan eran todos parte de la facción Cod, mientras que los partidarios de Jacqueline eran de la facción Hook en las disputas Hook y Cod. Esto significó una lucha política inevitable. Bajo la influencia de sus consejeros, Juan nombró al tío de Jacqueline como regente de Holanda en 1420, causando que Jacqueline huyera de la corte de su marido y declarara nulo su matrimonio.
Tras la muerte de Juan III en 1425, el condado de Holanda volvió a recaer en Juan IV. Sin embargo, este nombró inmediatamente a su primo Felipe el Bueno, duque de Borgoña, nuevo regente y heredero suyo en caso de fallecer sin descendencia como al final sucedió.

## Tensiones en el Ducado de Brabante
El hecho de que los consejeros de Juan pertenecieran a la facción bacalao no solo causó fricciones en el matrimonio con Jacqueline, sino también tensiones en el Ducado de Brabante. Existía un gran descontento entre las ciudades y la aristocracia, que había sido poderosa durante el reinado de su padre, contra estos poderosos consejeros. Cuando Jacqueline abandonó a su esposo en 1420, los Estados de Brabante se pusieron de su lado, nombrando al hermano de Juan, Felipe de Saint-Pol, regente de Brabante.
Una reacción enérgica del duque contra estas medidas fue impedida por la sublevación de los gremios bruselenses. Esto significó que, por el momento, tuvo que ceder a sus deseos. Se firmó un tratado de reconciliación en 1421 y Juan recuperó todos sus poderes ducales. A cambio, amplió los privilegios de la ciudad y los poderes de los Estados de Brabante en 1422, una medida llamada el Nuevo Regimiento. Con esta reconciliación, los Estados de Brabante apoyaron al duque en su lucha contra Jacqueline y su nuevo esposo, Hunfredo de Gloucester, aunque nunca aceptó la anulación de su matrimonio y fue respaldado póstumamente por el papa Martín V en 1428.
Juan murió en Bruselas en 1427, a los 23 años, no habiéndose casado de nuevo y sin hijos. Esto significó que sus dominios de Holanda, Zelanda y Henao, como esposo de Jacqueline, fueron transferidos a Felipe el Bueno. Sus ducados de Brabante y Limburgo fueron heredados por su hermano menor, Felipe de Saint-Pol como Felipe I de Brabante.

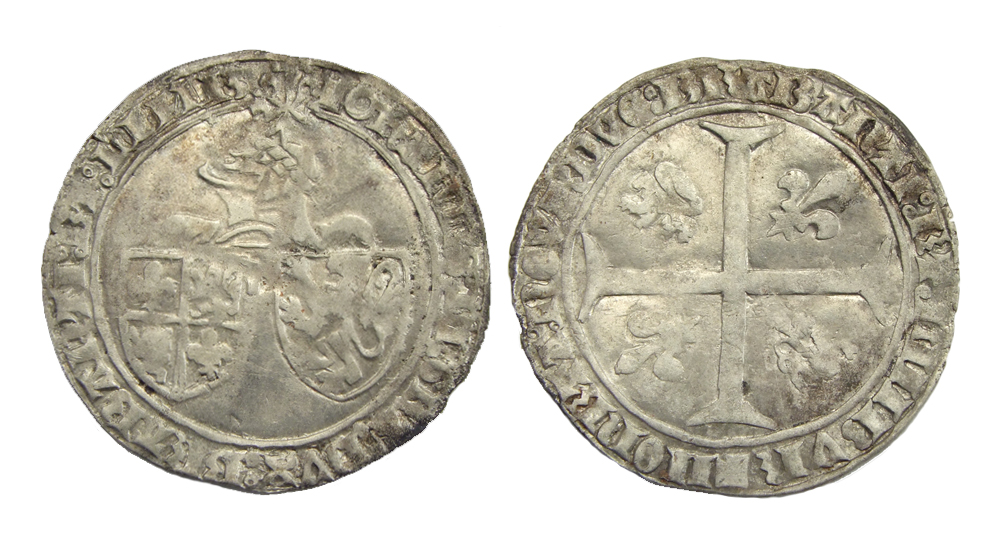
Doble groat, acuñado en Maastricht bajo el reinado de Juan IV, duque de Brabante y Limburgo (1415-1427).

## Legado
A menudo se le caracteriza como un príncipe débil, fácilmente influenciable por hombres más astutos y hábiles, como Felipe el Bueno y Juan III de Holanda. Su edad e inexperiencia habrían influido significativamente en esta caracterización.